# MTV Video Music Awards de 2007
A cerimônia do MTV Video Music Awards de 2007, que premiou os melhores videoclipes lançados entre 1 de julho de 2006 e 30 de junho de 2007, ocorreu no dia 9 de setembro, em Las Vegas no hotel-casino The Palms, às 22h00 (horário de Brasília), tendo sido transmitida ao vivo pela MTV Portugal e pela MTV Brasil. Foi a única vez que a premiação teve lugar naquela cidade.
Talvez devido ao fato de os VMAs estarem perdendo audiência ano após ano, a cerimônia de 2007 foi feita com um orçamento menor e diante de uma plateia menor. Ao contrário de anos anteriores, quando o programa era transmitido em formato 16:9 HDTV, este ano foi transmitido em formato 4:3. No entanto, continuou sendo produzido em alta definição, e foi programado para ser transmitido no MHD, o canal de alta definição da Viacom, em 22 de setembro; contudo, foi exibido um best of de 90 minutos em seu lugar. 
O MTV Video Music Awards de 2007 também ficou conhecido pela polêmica performance de "Gimme More" por parte de Britney Spears. Usando "Trouble", música icônica de Elvis, Britney inicia a apresentação com uma frase que fez jus à performance "Se você está procurando por problemas, você veio para o lugar certo, Se você está procurando por problemas, apenas encare meu rosto". Com uma performance irônica e um pouco confusa, Britney ocupou todas as manchetes na manhã seguinte e por pelo menos uma década carregou com si a sombra daquela noite, da qual praticamente ninguém consegue citar outra performance além da de Spears, que foi sem dúvidas um marco para a cultura pop, por más razões.
Na semana anterior à cerimônia, a MTV exibiu a "VMA Week" ("Semana VMA") no programa TRL, juntamente com mais programação relacionada aos VMAs, incluindo atuações exclusivas dos artistas mais importantes.
No dia 7 de agosto, os nomeados foram anunciados ao vivo no TRL, com uma atuação especial de Kanye West.
A cerimônia de 2007 foi a menor apresentada até então na história da MTV, sendo que eliminou treze categorias e contou apenas com quatro atuações durante o espetáculo principal. Os prêmios também se concentraram muito menos em videoclipes propriamente ditos.

## Nomeados
Os vencedores aparecem a negrito

### Vídeoclipe do Ano
- Beyoncé - "Irreplaceable"
- Justice - "D.A.N.C.E"
- Rihanna (com Jay-Z) - "Umbrella"
- Justin Timberlake - "What Goes Around...Comes Around"
- Kanye West - "Stronger"
- Amy Winehouse - "Rehab"

### Melhor Artista Masculino
- Akon
- T.I.
- Justin Timberlake
- Kanye West
- Robin Thicke

### Melhor Artista Feminina
- Amy Winehouse
- Beyoncé
- Fergie
- Nelly Furtado
- Rihanna

### Artista Revelação
- Amy Winehouse
- Carrie Underwood
- Gym Class Heroes
- Lily Allen
- Peter Bjorn and John

### Melhor Grupo
- Fall Out Boy
- Gym Class Heroes
- Linkin Park
- Maroon 5
- The White Stripes

### Colaboração Mais Bombástica
- Akon com Eminem - "Smack That"
- Beyoncé com Shakira - "Beautiful Liar"
- Justin Timberlake comTimbaland - "SexyBack"
- Gwen Stefani com Akon - "The Sweet Escape"
- U2 comGreen Day - "The Saints Are Coming"

### Melhor Artista do Ano Que Se Move em Quatro Áreas
- Beyoncé
- Bono
- Jay-Z
- Justin Timberlake
- Kanye West

### SingleMonstro do Ano
- Avril Lavigne - "Girlfriend"
- Daughtry - "Home"
- Fall Out Boy - "Thnks Fr Th Mmrs"
- Lil Mama - "Lip Gloss (No Music)"
- T-Pain com Yung Joc - "Buy U a Drank (Shawty Snappin')"
- Timbaland com Keri Hilson, D.O.E. e Sebastian - "The Way I Are"
- MIMS - "This Is Why I'm Hot"
- Plain White T's - "Hey There Delilah"
- Rihanna com Jay-Z - "Umbrella"
- Shop Boyz - "Party Like A Rock Star"

### Melhor Diretor
- Beyoncé com Shakira - "Beautiful Liar" (Diretor: Jake Nava)
- Christina Aguilera - "Candyman" (Diretores: Matthew Rolston e Christina Aguilera)
- Justin Timberlake - "What Goes Around...Comes Around" (Diretor: Samuel Bayer)
- Kanye West - "Stronger" (Diretor: Hype Williams)
- Linkin Park - "What I've Done" (Diretor: Joseph Hahn)
- Rihanna com Jay-Z - "Umbrella" (Diretor: Chris Applebaum)

### Melhor Edição
- Beyoncé com Shakira - "Beautiful Liar" (Editor: Jarett Figl)
- Gnarls Barkley - "Smiley Faces" (Editor: Ken Mowe)
- Justin Timberlake - "What Goes Around...Comes Around" (Editor: Hollee Singer)
- Kanye West - "Stronger" (Editores: Peter Johnson e Corey Weisz)
- Linkin Park - "What I've Done" (Editor: Igor Kovalik)

### Melhor Coreografia
- Beyoncé com Shakira - "Beautiful Liar" (Coreógrafo: Frank Gatson)
- Chris Brown - "Wall To Wall" (Coreógrafos: Rich & Tone and Flii Styles)
- Ciara - "Like A Boy" (Coreógrafo: Jamaica Craft)
- Eve (com Swizz Beatz) - "Tambourine" (Coreógrafo: Tahesha Scott)
- Justin Timberlake - "Let Me Talk to You/My Love" (Coreógrafo: Marty Kuldeka)

## Atuações
Ao contrário das edições anteriores, nesta decorreram, para além da cerimônia principal, pequenas cerimônias em separado, cada uma com um apresentador, que atuava e convidava convidados especiais a atuar. Houve poucas atuações durante o espetáculo principal. Mark Ronson fez algumas pequenas atuações, com convidados especiais.

### Pré-espetáculo
- Nicole Scherzinger com Lil Wayne — "Whatever U Like" (MTV-mix)

### Espetáculo principal
- Britney Spears — "Trouble" intro/"Gimme More"
- Chris Brown com Rihanna — "Wall to Wall"/"Umbrella"/"Billie Jean" (apenas dançada, não cantada)/"Kiss Kiss" (mixagem)
- Linkin Park — "Bleed It Out" (atuação surpresa no clube Rain Night)- Com introdução hip hop por Timbaland
- Alicia Keys — "No One"/"Freedom" (mixagem)
- Mixagem final por Timbaland e convidados: Nelly Furtado — "Do It" / D.O.E. e Sebastian — "The Way I Are" (interlúdio rap) / Timbaland com Keri Hilson — "The Way I Are" / Justin Timberlake — "LoveStoned" / Timbaland com Nelly Furtado e Justin Timberlake — "Give It To Me"

### Atuações de Mark Ronson no espetáculo principal
- Mark Ronson com Akon — "Smack That"
- Mark Ronson com Adam Levine — "Wake Up Call"
- Mark Ronson com Wale — "W.A.LE.D.A.N.C.E."
- Mark Ronson com Daniel Merriweather — "Stop Me"

### Cerimônia de Kanye West
- Kanye West — "Touch The Sky"
- Kanye West — "Champion"
- Kanye West — "Can't Tell Me Nothing"
- Kanye West — "I Wonder"
- Kanye West — "Stronger"
- Kanye West com T-Pain — "Good Life"
- Kanye West com Jamie Foxx — "Gold Digger"
- Soulja Boy — "Crank That"

### Cerimônia de Timbaland e Justin Timberlake
- T.I. (com beat-box por Justin Timberlake) — "Big Things Poppin' (Do It)"
- Justin Timberlake com Timbaland — "Chop Me Up"
- Petey Pablo — "Freak-A-Leek"
- 50 Cent com Justin Timberlake e Timbaland — "Ayo Technology"
- 50 Cent — "I Get Money"
- 50 Cent — "Straight To The Bank"/"In Da Club"

### Cerimônia de Fall Out Boy
- Fall Out Boy — "Sugar, We're Goin Down"
- Rihanna com Fall Out Boy — "Shut Up and Drive"
- Fall Out Boy — "Thnks fr th Mmrs"
- Fall Out Boy — "Beat It"/"The Carpal Tunnel of Love" (mixagem)
- Fall Out Boy — "Don't Matter"
- Fall Out Boy — "Top Gun Anthem"
- Fall Out Boy com Lil Wayne e Brendon Urie — "This Ain't a Scene, It's an Arms Race"
- Gym Class Heroes com Ne-Yo e Patrick Stump — "Clothes Offǃǃ"
- Gym Class Heroes — "The Queen And I"
- Panic! at the Disco — "Nine in the Afternoon"
- Cobra Starship com William Beckett e Travis McCoy — "Bring It (Snakes on a Plane)"
- Cobra Starship — "The Church of Hot Addiction"

## Apresentadores
- Pamela Anderson

- Rosario Dawson

- O elenco de Entourage

- Eve

- Megan Fox

- Jamie Foxx

- Jennifer Garner

- Jennifer Hudson

- Alicia Keys

- Shia LaBeouf

- Nicole Scherzinger

- Robin Thicke